# Синмартін-де-Беюш
Синмартін-де-Беюш (рум. Sânmartin de Beiuș) — село у повіті Біхор в Румунії. Входить до складу комуни Покола.
Село розташоване на відстані 386 км на північний захід від Бухареста, 52 км на південний схід від Ораді, 97 км на захід від Клуж-Напоки, 133 км на північний схід від Тімішоари.

## Населення
За даними перепису населення 2002 року у селі проживали 257 осіб, з них 256 осіб (99,6%) румунів. Рідною мовою 256 осіб (99,6%) назвали румунську.